# Desmodus rotundus
O  Desmodus rotundus, conhecido por morcego-vampiro, é um morcego da família Phyllostomidae, encontrado em toda a América do Sul, América Central e México. A espécie habita geralmente tocas ou cavernas muito úmidas, possuindo pelagem fina e sedosa, com as partes superiores marrom-escuras e as inferiores mais claras.
Entre as aproximadamente 1100 espécies de morcegos, o Desmodus rotundus  é uma das três espécies hematófagas que, além de atacar aves, ataca também mamíferos, na maioria das vezes de médio ou grande porte. Estes morcegos conseguem caminhar no solo, apoiando-se nos seus dedos e costumam morder suas presas nas orelhas, dedos e outras extremidades, pois são locais de difícil percepção. Ao contrário do que as pessoas pensam, os morcegos vampiros não chupam, e sim lambem o sangue que sai da mordida deferida por eles. Sua saliva contém uma substância anticoagulante que está sendo pesquisada para uso em doenças circulatórias.

## Descrição

### Estrutura física e tamanho
Morcegos-vampiro são morcegos de tamanho médio. Da cabeça ao tronco eles alcançam uma medida de 70 a 90 milímetros de comprimento e um peso de 15 a 50 gramas. O comprimento das asas, uma importante medida para morcegos, alcança entre 50 e 63 milímetros e a envergadura da asa mede entre 35 e 40 centímetros. Quase toda a estrutura física do morcego-vampiro é semelhante aos outros morcegos. A membrana da asa é composta de duas camadas de pele que se estende dos punhos até os pés. Ela é esticada pelos dedos fortemente alongados dos membros dianteiros. Outras peles da asa se estendem do ombro para os punhos e entre as pernas. A última é chamada de uropatágio e serve para muitas espécies de morcegos para apanhar insetos. Uma vez que essa função é inexistente no Desmodus rotundus, ela é pequena e glabra para essa espécie. Não existe uma cauda. Em oposição a muitas outras espécies de morcegos, as pernas traseiras são fortes e musculosas, proporcionando aos animais, entre outras coisas, um rápido rastejar para frente no chão. Além disso, morcegos vampiros também podem saltar (ver Locomoção). A cor do pelo desse animal é marrom acinzentado no lado posterior e um pouco mais clara no lado inferior.
O Desmodus rotundus se diferencia das outras espécies de morcegos-vampiros pelo polegar alongado, a falta de pelugem do uropatágio, as orelhas pontudas e pela quantidade de dentes.

### Dentes e face
O focinho do morcego-vampiro é curto e em forma de cone. Ele não tem a verdadeira folha nasal como em muitas outras espécies de Phyllostomidae, mas um montículo em formato de ferradura acima das narinas. As orelhas são pontudas e pequenas e contêm um pequeno formato de lanceta no trago. Em contraposição, os olhos são relativamente grandes para um morcego.
O Desmodus rotundus possui os menores dentes entre as espécies de morcegos-vampiros. A arcada dentária conta com vinte dentes que estão dispostos na forma 1/2- 1/1-2/3-0/0 x2. Os maiores são os incisivos e os caninos. Eles são em forma de foice e adaptados para cortar a pele de suas vítimas. Os dentes molares são regressivos e não possuem nenhuma superfície extra, apropriada para mastigar. No lado inferior da língua encontram-se dois sulcos, que se contraem e se dilatam durante a refeição. Outras adaptações à alimentação especial são os curtos condutos do esôfago e do estômago em forma de mangueira.

### Locomoção
Certas adaptações na estrutura física e no comportamento do morcego-vampiro são qualificados como “espetaculares” por especialistas. Por exemplo, o Desmodus rotundus pode ficar parado sobre o chão com as membranas do patágio dobradas e executar uma espécie de movimento com saltos de várias alturas. Assim os animais correm sobre seu polegar extremamente alongado (1. Dedo). Além disso, esses morcegos são extremamente rápidos para saltar da sua posição inerte para o voo, mesmo depois de uma refeição que aumenta seu peso corporal, dificultando a subida ao ar novamente. Eles também são capazes de descer do voo para a terra e imediatamente ficar parados. O Desmodus rotundus possui características específicas na anatomia do esqueleto e dos músculos. Por exemplo, as extremidades dianteiras extremamente fortes (na forma de membranas do patágio dobradas), que possibilitam tal desempenho. Essas adaptações habilitam esses morcegos a descerem ao chão ao lado de uma presa grande (boi, cavalo) e correr para se aproximar dos mesmos. Durante o processo de alimentação o Desmodus rotundus pode seguir lentamente os movimentos da presa ou reagir rapidamente aos movimentos de defesa.

## Habitat e Disseminação
O Desmodus rotundus se concentra no continente americano e sua área de disseminação se estende do norte do México até o sul da América do Sul (região central do Chile, Argentina e Uruguai). Ele também se encontra em algumas ilhas fora da costa sul-americana como na Ilha de Margarita e em Trinidade e Tobago, mas não se encontra presente no Caribe. Habita tanto em áreas úmidas quanto secas nos trópicos e subtrópicos, essas sendo florestas, pradarias e regiões montanhosas de até 2400 metros de altitude.

## Modo de Vida

Vaca com uma mordida fresca de um morcego vampiro

### Horário de Atividade e Convivência em Grupo
O morcego-vampiro é um animal de hábitos exclusivamente noturnos. Para dormir, se aloja principalmente em buracos, mas também em árvores ocas, minas, poços ou casas abandonadas. Devido à quantidade de sangue ingerido por esses morcegos, os locais onde descansam normalmente têm um cheiro forte de amônia.
Esses animais vivem em grupos de 20 a 100, por vezes podendo formar colônias de até 2000 morcegos. Esses grupos se dividem em haréns, compostos de 8 a 20 fêmeas junto de seus filhos, além de um macho que fica em torno deles. Outros machos formam grupos entre eles mesmos. Frequentemente os morcegos machos disputam seu lugar no harém, podendo gerar brigas violentas, muitas vezes acompanhadas de sons agressivos.

### Funções Sensoriais e Orientação
Os morcegos-vampiro demonstram ter habilidades e desempenho parecidos ao de outras espécies de morcego, em relação à orientação. No entanto, pesquisas sobre essa espécie encontraram peculiaridades que podem ser interpretadas como uma adaptação específica à alimentação hematófaga, ou seja, a base de sangue.
Os morcegos são os únicos mamíferos que possuem uma função sensorial chamada de ecolocalização, isto é, através da emissão de ondas ultrassônicas, são capazes de detectar obstáculos no meio ambiente. Essa função sensorial no Desmodus rotundus é semelhante à de outras espécies de morcegos da família Phyllostomidae, e pode ser considerada uma função não-especializada da espécie. Os sons são emitidos através da boca, normalmente duas harmônicas (sobretons) intensivas, que cobrem uma faixa de frequência total entre 43 e 100 kHz. Quando o animal está parado, a intensidade do som é baixa (máx. 84 dB NPS, 10cm além da boca do morcego); voando, a intensidade do som sobe a até 120 dB. A duração do som varia de 1 a 0,4 milissegundos (ms), de acordo com a situação. No voo, os sons são emitidos durante o batimento das asas.
O olfato do Desmodus rotundus é muito bem desenvolvido. Para alguns cheiros, a capacidade olfativa do morcego é semelhante à dos humanos. Estudos indicam que os morcegos-vampiro usam seu olfato principalmente no contato dentro de seu grupo social, mas também para encontrar e identificar suas presas.
A visão é extremamente bem formada, como observado em estudos sobre acuidade visual (dependendo da intensidade de iluminação), tamanho do campo de visão e resolução da velocidade. Além disso, o morcego-vampiro tem a capacidade de diferenciar padrões visuais, podendo identificar facilmente a silhueta de árvores ou rochedos quando está voando ao ar livre. Para distâncias abaixo de meio metro, esse morcego parece confiar principalmente em sua ecolocalização.
Adaptações específicas à alimentação hematófaga se desenvolveram nesses morcegos vampiros especialmente em dois sistemas sensoriais: a audição (orientação acústica passiva) e o tato, incluindo a capacidade de sentir a alteração de temperatura no ambiente.
A audição do morcego-vampiro é sensível, principalmente na faixa de frequência ultrassônica entre 50 e 100 kHz (a faixa de sua própria ecolocalização), assim como em uma gama de frequência entre 10 e 30 kHz. Conforme estudos eletrofisiológicos, o Desmodus rotundus possui uma intensidade mínima de captação sonora muito baixa, o que significa que ele possui uma excelente capacidade auditiva. Além disso, os pesquisadores encontraram no cérebro do morcego-vampiro células nervosas que só reagiam a pequenos ruídos (frequências sonoras em larga faixa), bem como neurônios que respondiam apenas ao barulho da respiração de humanos. Esse e outros resultados de pesquisas indicam que esse morcego pode usar muito bem sua audição extremamente poderosa para rastrear presas, por meio do ruído da respiração ou dos movimentos mais curtos.
A capacidade do morcego-vampiro de sentir a alteração de temperatura no ambiente tem importância central para escolher o local da mordida. Diferente de outros tipos de morcego, essa capacidade do Desmodus rotundus é poderosa, pois possibilita perceber a mais de 10 centímetros de distância a radiação infravermelha proveniente de um tecido com boa circulação de sangue. Outros estudos revelaram que inúmeros receptores de frio e calor (chamadas terminações nervosas livres) estão concentrados na parte central da folha nasal do morcego-vampiro, especialmente nas extremidades mais finas. Em comparação a outros mamíferos (como os roedores), a atividade dos receptores de calor nos morcegos-vampiros é nitidamente adaptada para temperaturas mais baixas, razão pela qual a região central do rosto do morcego-vampiro forma um autêntico “sistema sensorial de percepção do calor”. Peculiaridades semelhantes a essa eram antes observadas apenas em certas espécies de cobra.
Em torno dessa folha nasal, o morcego-vampiro possui ainda numerosos pelos sensoriais, que possuem mecanorreceptores capazes de responder a mínimos estímulos de movimentos. O tato tem um importante papel para o morcego-vampiro, principalmente durante o momento da caça, pois ele está em contato direto com o corpo da presa (na maioria dos casos muito maior do que ele), podendo assim reagir muito rapidamente a situações em que a presa tente se defender.

### Comportamento social
Os morcegos-vampiros possuem um comportamento social altamente desenvolvido, como, por exemplo, o cuidado recíproco dos pelos. Esse comportamento não é tão comum entre morcegos no geral. Os morcegos-vampiros, além disso, compartilham entre si o sangue de que se alimentam, bebendo o sangue e alimentando outros morcegos, mesmo não sendo de seu núcleo familiar.
Um morcego-vampiro morre quando não se alimenta em 2 ou 3 noites consecutivas. De sete a trinta por cento dos animais de um grupo fracassam em uma noite na busca por comida, seja por estarem doentes, machucados, parindo ou simplesmente por falta de sucesso. Devido à necessidade urgente de sangue e às dificuldades de se encontrar uma presa, é comum e de importante papel para a sobrevivência dos morcegos-vampiros o ato de lamber e em seguida compartilhar o sangue entre os outros companheiros. Sem compartilhar o alimento, a taxa de mortalidade anual dos morcegos-vampiros estaria em 82%, quando na realidade atinge 24%.
Quando um animal realiza um ato “altruísta”, a partir da visão humana, normalmente é para o benefício de seus parentes, especialmente os descendentes, ou para seu próprio benefício, pois assim ele também garante que seja ajudado da mesma forma. Isso é denominado pela sociobiologia “Altruísmo Recíproco”. O compartilhamento de sangue entre os morcegos vampiros é um exemplo disso. De acordo com estimativas, um animal faminto ganha 18 horas antes de morrer de fome, enquanto o doador perde apenas 6 horas. Em suma, ambos os animais acabam se beneficiando desse comportamento.
Independentemente do cuidado com a própria prole, o que é perfeitamente comum no mundo animal, a disposição para compartilhar o alimento depende da avaliação da probabilidade de ter o gesto correspondido ou de um momento anterior de solidariedade entre dois desses animais. O pressuposto para isso é, portanto, que os animais se reconheçam individualmente. O cuidado recíproco com o pelo poderia ter um papel importante na identificação de seus companheiros de espécie, pois, se um animal faminto cuida do pelo do outro, então o solicitado pode reconhecer e assim identificar se seu companheiro já compartilhou sangue uma vez. O que também parece ser decisivo para o altruísmo recíproco é que fêmeas dessa espécie formam grupos muito estáveis, em que os indivíduos convivem por muito tempo, por vezes durante toda a vida.
Um importante papel na vida social do morcego-vampiro são os sinais sonoros. Pesquisas apontam que 16 sons puderam ser claramente diferenciados. A maioria deles possui uma forte frequência no campo auditivo dos seres humanos (abaixo de aprox. 16 quilômetros). Diferentes tipos de sons podem ser atribuídos a determinadas situações ou funções no âmbito do comportamento social dos morcegos, podendo ser identificados dessa forma sons de caráter agressivo, sons de ameaça, de luta e de defesa, além de sons de libertação, protesto, contato e de apaziguamento. Certos sons mostram semelhanças estruturais com o som normalmente reproduzido por filhotes quando abandonam a família, e provavelmente foram desenvolvidos a partir desse. 

## Alimentação

### Presas
Todo animal pode tornar-se vítima de uma mordida do morcego. Mas o Desmodus rotundus utiliza como hospedeiro sobretudo os mamíferos, principalmente bois, cavalos e asnos, assim como uma série de animais selvagens de grande porte, como a anta. É mais raro que os seres humanos façam parte de suas fontes de sangue. Além disso, grandes pássaros como galinhas e perus tornam-se suas presas. Cães dificilmente são suas vítimas, provavelmente porque eles podem ouvir as barulhentas ondas ultrassônicas que os animais emitem para orientar-se.
Experiências com animais em cativeiro mostraram que eles também predam cobras, lagartos, sapos, crocodilos e tartarugas. Não se sabe se esses animais são suas vítimas também na natureza.

### Aproximação das vítimas
Na maior parte das vezes os animais não pousam diretamente sobre suas vítimas, mas se aproximam correndo ou saltando em sua direção. As fortes pernas traseiras e o longo polegar mostram a adaptação desse modo de locomoção.
O Desmodus rotundus procura inicialmente um local apropriado para morder sua vítima, por exemplo, diretamente acima dos cascos em bois e cavalos. Os movimentos do Desmodus para a aproximação de uma presa são tímidos e cautelosos. A capacidade para saltar, raramente utilizada, serve, entre os morcegos, para evitar uma queda rápida quando eles são percebidos pelas vítimas e são escorraçados com as patas ou com a cauda. Desmodus rotundus não lutam com suas presas, sua mordida ocorre geralmente despercebida e muitas vezes animais sonolentos sequer acordam. As partes do corpo não cobertas de cabelos ou pelos como a região anal e vaginal são as preferidas para o local da mordida, ou também as orelhas dos mamíferos, as pernas ou a crista das aves, respectivamente.

### O processo de alimentação
Em um primeiro momento, a parte do corpo a ser mordida é lambida com a língua. A saliva dos animais contém um anestésico, que torna o local da mordida insensível à dor. A seguir, eventuais cabelos ou pelos são raspados com os dentes. Abrem um pedaço da pele com a afiada superfície de corte dos dentes caninos e dos incisivos, o que resulta em uma ferida em torno de três a dez milímetros de largura e de um a cinco milímetros de profundidade. Com a língua eles lambem o sangue que flui para fora e o bombeio é feito através dos sulcos localizados na parte inferior. Um anticoagulante encarrega-se de que o sangue retirado pelo processo de beber não coagule, tornando-se assim inútil para o animal. A enzima responsável por esse processo é denominada Desmoteplase, draculina ou Desmodus rotundus Salivary Plasminogen Activator (DSPA). Essa enzima é uma glicoproteína e provoca a dissolução da fibrina (a proteína fibrosa responsável pela coagulação do sangue). Depois de uma mordida o sangue pode fluir para fora da ferida por até oito horas.
Todo o processo pode durar até duas horas. Mas o tempo real da alimentação é de até trinta minutos. Durante esse período os animais podem tomar em torno de vinte a trinta milímetros de sangue, uma quantidade que quase duplica seu peso e com frequência dificulta a retomada do voo. Depois de uma refeição eles vão dormir em seus esconderijos para fazer a digestão.

### Os riscos da mordida
A perda de sangue das vítimas representa um problema pequeno. Perigos maiores são as doenças infecciosas, transmitidas pelos animais, principalmente a raiva e a epidemia do gado causada pelo tripanossoma. Além disso, a ferida aberta pode infeccionar e ocorrer a infestação através das larvas da Cochliomyia hominivorax. Milhares de animais morrem anualmente em consequência dos ataques dos Desmodus rotundus e frequentemente pessoas também são atacadas.

### Reprodução
O comportamento reprodutivo do Desmodus rotundus diferencia-se, em alguns aspectos, de outras espécies de morcegos com parentesco próximo.
A princípio, o morcego-vampiro pode reproduzir-se o ano todo. Mas na maioria das regiões de suas áreas de distribuição natural aparece um agudo nascimento uma ou duas vezes por ano. Por exemplo, na Costa Rica a maioria dos nascimentos ocorrem na estação chuvosa (outubro a novembro), em Trindade e Tobago há uma alta de abril a maio e uma segunda de outubro a novembro.
Para iniciar o acasalamento o macho sobe sobre as costas da fêmea, aperta suas asas com as membranas de voo (patágio) e morde a nuca da fêmea. Após cerca de um período de sete meses de gestação, chega ao mundo geralmente um único filhote. Os recém-nascidos são bem desenvolvidos e pesam entre cinco e sete gramas. No primeiro mês de vida eles são exclusivamente amamentados. A partir do segundo mês a mãe os alimenta adicionalmente com sangue regurgitado. A partir do quarto mês, o filhote começa acompanhar sua mãe nos voos para caçar. Mas o desmame definitivo acontece com nove ou dez meses. Aproximadamente na mesma idade acontece também a maturidade sexual.
Quando os filhotes são separados das mães eles emitem o chamado ruído de desamparo. Eles mantêm esse som até alcançarem independência definitiva de suas mães, o que ocorre após cerca de dez meses. Pesquisas demonstraram que esses sons possuem marcas individuais distinguíveis, que pouco se alteram no decorrer do desenvolvimento da juventude. Esta é uma condição decisiva para que as mães consigam identificar corretamente seus próprios filhotes através desses sons.
Devido a um longo período de gestação e a dependência dos filhotes de suas mães, as fêmeas podem parir apenas uma vez a cada nove ou dez meses, o que limita o sucesso da reprodução. A expectativa de vida é longa, igual a outras espécies de morcegos. Livre na natureza a estimativa é de nove a doze anos de vida. Sabe-se que a idade mais longa de um morcego em área protegida pelo homem chegou a 29 anos.

### Inimigos naturais
Entre os poucos inimigos naturais do Desmodus rotundus estão as corujas, aves de rapina e cobras. Contra esse último ele aproveita sua especial capacidade locomotora para se colocar em segurança através de saltos rápidos.

## ODesmodus rotunduse o ser humano

### O vampiro mítico
Lendas e mitos sobre vampiros existem em várias culturas pelo mundo. Eles são conhecidos por se alimentarem de sangue e, por vezes, de se disfarçarem de morcegos, lobos ou corujas. Essas lendas são por muitas vezes antigas e não poderiam ter sido influenciadas pelos morcegos-vampiro que habitam no continente americano devido à distância geográfica. O nome dos morcegos-vampiro veio da lenda, não o contrário, e a palavra “vampiro” era utilizada no início tanto para o mito quanto para os animais em questão. Para maiores detalhes, veja mais no link morcego-vampiro.
Além disso, havia uma lenda na mitologia maia sobre um monstro com aspecto de morcego chamado Camazotz que atacava pessoas e animais e bebia o seu sangue. A influência sob esse imaginário ao redor do Desmodus rotundus, ou do Desmodus draculae (uma espécie de morcego hematófago maior já extinto do mesmo gênero do Desmodos rotundus) ainda não está muito clara.

### Danos causados pela mordida
Os danos causados pelo Desmodus rotundus são tremendos. Por ano, incontáveis são os animais de estimação e de fazendas que são levados para hospitais e sacrificados devido à mordida do morcego. Em especial, os bovinos (Bos taurus) estão sob maior risco, uma vez que estão sempre em um grande número e ficam expostos enquanto pastam. Segundo estimativas, no Brasil, a espécie é responsável por até 40.000 mortes bovinas por ano causadas pelo vírus da raiva e por doenças relacionadas ao tripanossoma como a “surra”. O prejuízo causado chega a ser de 15 milhões de dólares.
Embora o ser humano não seja a presa favorita do Desmodus rotundus, sempre há casos fatais por conta de doenças passadas pela mordida desse animal. Em 2004, no Brasil, por exemplo, ocorreram até 22 mortes causadas pelo tipo de raiva transmitida por esse tipo de morcego.

### Ameaças da ação antrópica
Com a ampla instalação de fazendas de gado e áreas de pasto nas Américas Central e Sul, aumentou-se a população do Desmodus rotundus. Devido aos riscos de transmissão de doenças, é comum a tentativa de extermínio do animal. Cavernas são detonadas ou dedetizadas. Por ser muito difícil de diferenciar visualmente o Desmodus rotundus de outros morcegos, muitas outras espécies inofensivas que se alimentam apenas de frutas ou insetos sofreram um impacto até mesmo maior que eles. Uma providência a ser tomada contra esses morcegos é a aplicação de venenos de efeito gradual que são espalhados sobre a pele de morcegos capturados. Porém, por conta do contato com o pelo de outros animais presentes no habitat, esses também são mortos. Venenos fracos injetados no gado, redes de captura instaladas em estábulos, entre outros, são também alternativas para o combate aos morcegos-vampiros. Mesmo assim, a espécie ainda é abundante e não se encontra em ameaça de extinção.

### Importância para a pesquisa científica
Apesar de tudo, o Desmodus rotundus oferece vantagens para o ser humano. Sabe-se já há muito tempo que uma parte da saliva desse animal age como anticoagulante. Com o auxílio da biotecnologia, foi possível isolar a enzima e começar a fazer ensaios clínicos em laboratório. Em primeiro lugar, deveria-se introduzir a enzima como um medicamento contra cardiopatias isquêmicas, uma vez que ela é capaz de dissolver a coagulação presente no sistema circulatório. Já em 2005, foi feito um estudo chamado DIAS(Desmoteplase in Acute Ischemic Stroke) na fase II utilizando a enzima com propósito de aumentar o intervalo de tempo após o AVC para o tratamento com esse medicamento e diminuir os danos causados pela doença. Com o estudo, viu-se que em até nove horas, o agente é capaz de combater a trombose recanalizando 71% do tecido cerebral de pacientes em estado moderado da doença, enquanto o placebo foi capaz de apenas 19%. Na terceira fase do estudo, porém, não se pôde comprovar nenhuma melhora no quadro de pacientes com a doença em estado grave, uma vez que a porcentagem de sucesso entre a DSPA e o placebo se igualam em tais casos. O estudo foi encerrado na fase III.

## Sistemática

### Posição doDesmodus rotundusna sistemática
O Desmodus rotundus compõe a subfamília dos morcegos-vampiro (Desmodontinae) junto do seu parente mais próximo, o morcego-vampiro-de-asas-brancas (Diaemus youngi), e do morcego-vampiro-de-perna-peluda (Diphylla ecaudata). Os morcegos-vampiro são classificados como uma subfamília dos morcegos filostomídeos (Phyllostomidae), família variada de morcegos encontrados apenas no continente americano. Eles formam, de acordo com a sua filogenia, o táxon irmão de todos os morcegos filostomídeos restantes.
Os morcegos provenientes do gênero Desmodus que já estão extintos são: O Desmodus stocki era um morcego-vampiro um pouco mais pesado que o Desmodus rotundus e vivia nos estados do sul dos Estados Unidos e no México. A espécie está extinta há mais de 3000 anos. E o Desmodus draculae, também chamado de morcego-vampiro-gigante, era maior que o Desmodus rotundus. Estima-se que o tamanho de suas asas, juntas, ia de 60 a 75 centímetros de comprimento. Fósseis dos restos dessa espécie do Pleistoceno foram achados no México, no Brasil e na Venezuela. Devido à lenda Maya do Camazotz (um ser em forma de morcego-vampiro-gigante) e ao quão recente é a descoberta, criptozoólogos conjecturam que a espécia ainda poderia estar viva ou que só foi extinta recentemente. Porém, não há evidência alguma para tais teorias.

### Filogênese
Com a exceção das duas espécies mencionadas acima, não se tem registro de nenhum fóssil de antepassados dos morcegos-vampiro. De que maneira ocorreu a especialização desses animais na forma como se alimentam é uma pergunta que só pode ser respondida com especulações. Propõe-se duas teorias a respeito: A primeira diz que os morcegos-vampiro evoluíram de antepassados frutívoros que formaram caninos e dentes incisivos inicialmente especiais para morder frutas de cascas mais grossas. Já a segunda alega que os morcegos-vampiro evoluíram de antepassados insetívoros que se especializavam em uma relação de ectoparasitismo com outros animais. As feridas deixadas pelos insetos em seus hospedeiros possivelmente começaram a atrair os morcegos.
Dentre os filostomídeos, existem espécies frutívoras e insetívoras, então ambas as teorias são concebíveis.